# البرتو کایارگا
البرتو کایارگا (انگلیسی: Alberto Cayarga؛ زادهٔ ۱۷ سپتامبر ۱۹۹۶) بازیکن فوتبال اهل اسپانیا است.
از باشگاه‌هایی که در آن بازی کرده‌است می‌توان به باشگاه فوتبال راسینگ سانتاندر اشاره کرد.